# Łowczyk maskowy
Łowczyk maskowy, łowiec maskowy (Todiramphus godeffroyi) – gatunek średniej wielkości ptaka z rodziny zimorodkowatych (Alcedinidae). Jest endemitem wysp Markizów (Polinezja Francuska). W Czerwonej księdze gatunków zagrożonych IUCN klasyfikowany jest jako gatunek krytycznie zagrożony (CR, ang. Critically Endangered).

## Systematyka
Gatunek ten po raz pierwszy zgodnie z zasadami nazewnictwa binominalnego opisał w 1877 roku Otto Finsch w „Proceedings of the Zoological Society of London”. Autor nadał mu nazwę Halcyon godeffroyi, a jako miejsce typowe wskazał Markizy. Obecnie gatunek zaliczany jest do rodzaju Todiramphus, nie wyróżnia się podgatunków.
Na podstawie badań molekularnych Andersen et al. (2015, 2018), łowczyk maskowy jest blisko spokrewniony z łowczykiem rdzawoszyim (T. ruficollaris), łowczykiem polinezyjskim (T. veneratus), łowczykiem rudobrewym (T. gambieri) i łowczykiem białobrewym (T. tutus).

### Etymologia
- Todiramphus: rodzaj Todus Brisson, 1760 (płaskodziobek); gr. ῥαμφος rhamphos „dziób”[14].
- godeffroyi: od nazwiska Johanna Cesara VI. Godeffroya (1813–1885), fundatora Museum Godeffroy w Hamburgu[15].

## Morfologia
Średniej wielkości ptak o dużym, szerokim u nasady, czarnym dziobie, którego górna część jest nieco jaśniejsza, na dolnej szczęce, u nasady dzioba, przebarwienie od bladożółtego do bladorogowego. Nogi i stopy czarne. Tęczówki ciemnobrązowe. Nie występuje dymorfizm płciowy. Góra głowy biała, pod nią niebiesko-czarna, dosyć wąska maska obejmująca nasadę dzioba, okolice oczu, uszy, rozciągająca się wokół głowy w formie bardzo wąskiego paska. Kark, policzki, boki szyi, podgardle, gardło, piersi, brzuch i pokrywy podogonowe białe. Górne części ciała jasnoniebieskie, skrzydła i dosyć krótki ogon z ciemniejszym niebieskim odcieniem. Osobniki młodociane mają niebiesko-zieloną górę głowy i zielono-niebieskie górne części ciała. Długość ciała 21 cm.

## Zasięg występowania
Łowczyk maskowy występuje obecnie tylko na wyspie Tahuata – jednej z Markizów, administracyjnie należących do Polinezji Francuskiej. Jego zasięg występowania według szacunków organizacji BirdLife International obejmuje tylko 90 km². Wcześniej występował także na sąsiadującej wyspie Hiva Oa, po raz ostatni widziano go tam w 1997 roku. Stwierdzenia z innych wysp były prawdopodobnie błędne.

## Ekologia
Głównym habitatem łowczyka maskowego są gęste pierwotne lasy tropikalne. Preferuje obszary lasu wzdłuż potoków i odległych dolin. Spotykany jest także na plantacjach kokosów, na suchych zboczach z drzewami mango i czapetki kuminowej oraz w wyższych partiach gór porośniętych rzewnią. Długość pokolenia jest określana na 4,8 roku.
Dieta tego gatunku jest zróżnicowana, składa się głównie z owadów: chrząszczy i owadów prostoskrzydłych oraz małych jaszczurek i prawdopodobnie niewielkich ryb. Żeruje w listowiu lub chwyta ofiary bezpośrednio na ziemi lub w wodzie, pikując na nie z gałęzi.

### Rozmnażanie
Niewiele wiadomo na temat rozmnażania i gniazdowania tego gatunku. składanie jaj ma miejsce od września do stycznia. Z trzech opisanych gniazd jedno znajdowało się w pniu starego drzewa mango, drugie w spróchniałym pniu pandanu (średnica otworu wejściowego 3,5 cm), a trzecie w spróchniałym pniu palmy kokosowej. Usytuowane były od 2 do 7 m nad ziemią.

## Status
W Czerwonej księdze gatunków zagrożonych IUCN łowczyk maskowy do 2009 roku jest uznawany za gatunek krytycznie zagrożony (CR, ang. Critically Endangered), a jego liczebność w 2014 roku szacowano na około 350 dorosłych osobników. Trend liczebności populacji uważany jest za spadkowy. Spowodowane to jest zmniejszaniem się i degradacją jego naturalnego habitatu, działalnością człowieka i introdukowaniem na wyspy drapieżników. Na wyspie Hiva Oa wyginięcie łowczyka maskowego kojarzone jest ze sprowadzeniem na nią puchacza wirginijskiego.